# Rhinella granulosa
Rhinella granulosa é uma espécie de sapo da família Bufonidae capaz de viver em ambientes de caatinga.
Está presente na Argentina, Bolívia, Brasil, Colômbia, Guiana Francesa, Guiana, Panamá, Paraguai, Suriname e Venezuela.
É uma espécie muito comum, tendo por habitat áreas abertas, savana, floresta e margens de rios.
Reproduz-se em corpos de água permanentes ou temporários.
As larvas desenvolvem-se em trinta dias.